# Anyphops parvulus
Anyphops parvulus là một loài nhện trong họ Selenopidae.
Loài này thuộc chi Anyphops. Anyphops parvulus được Mary Agard Pocock miêu tả năm 1900.